# ملاوح
ملاوح (بالعبرية|מלאווח أو מלווח مْلَاوَح)، هو خبز مسطح مشهور في المطبخ اليهودي المزراحي في إسرائيل. عرفته إسرائيل من قِبَل يهود اليمن.
يتكون خبز ملاوح من عدة طبقات رقيقة تشبه الفطيرة السمكية تدهن بالزيت أو الزبدة ويتم طهيه بشكل مسطح داخل مقلاة، ويقدم في الغالب مع البيض المسلوق وصلصة طماطم مهروسة أو مبشورة، وأحيانا يقدم مع العسل.

## التاريخ
«تحضير العجين يستغرق مدة ثلاثة أيام، لأن له مراحل متعددة، حيث تترك العجينة بين كل مرحلة وأخرى لتتجمد».
-ريجيف ايبينشوتز
يصنع ملاوح من نفس عجين الفطير ولكن الاختلاف يكون في طريقة التصنيع والأصل، حيث يعتبر الملاوح من المعجنات اليهودية السفاردية أتت إلى اليمن عن طريق اليهود الذين طردوا من إسبانيا. يعرف الملاوح في السابق باسم عجين الفطير ثم عرف بعد ذلك باسم آجين، وهي عجينة مخصبة لا تصنع في اليمن إلا على يد اليهود فقط، وفقًا للحاخام جيل ماركس مؤرخ الطعام اليهودي.

## التحضير

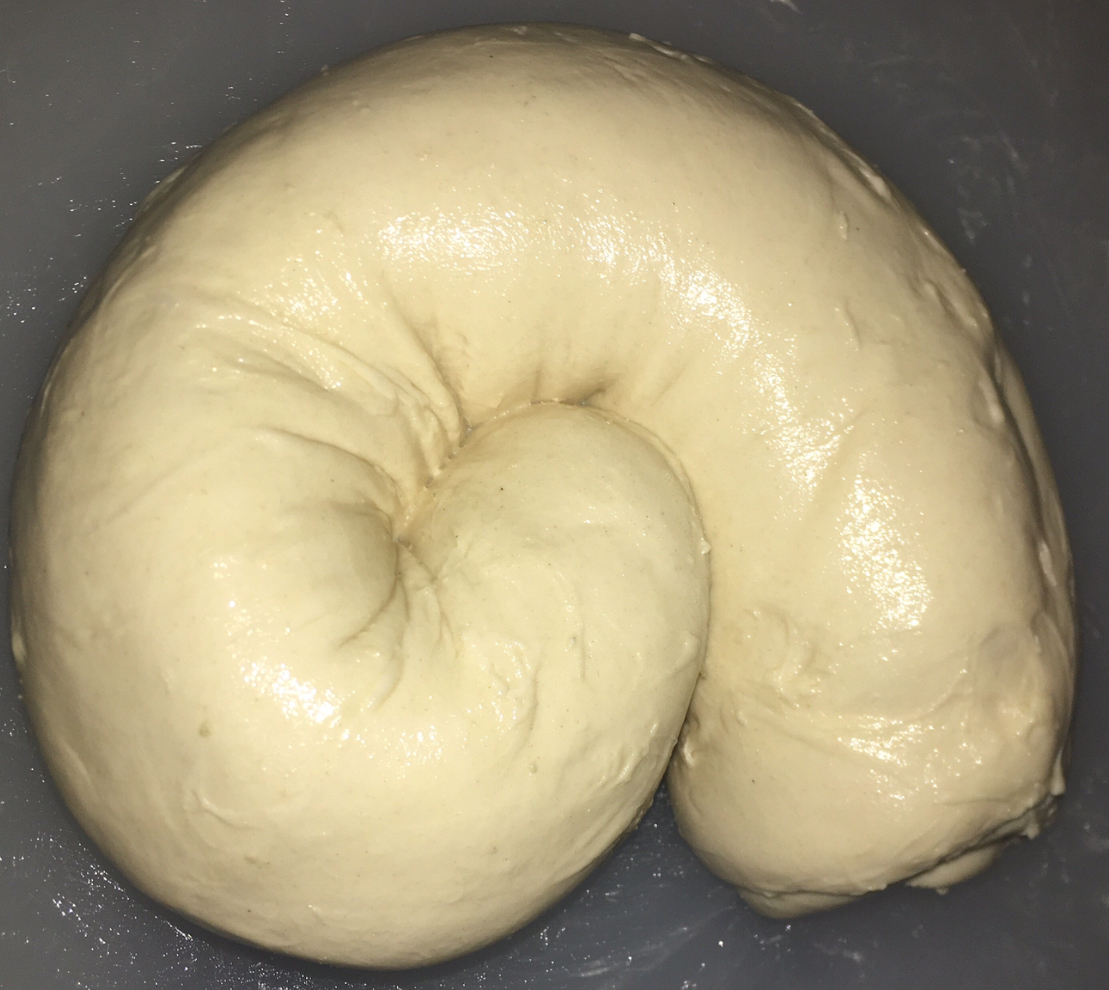
يتم دحرجة عجينة ملاوح وتدهن بالزبدة وتتشكل على شكل لفائف

يتم دحرجة عجينة ملاوح وتدهن بالزبدة وتتشكل على شكل لفائف مصنوعة من عجينة مغلفة ومخصبة بالزبدة أو المارجرين لتعمل على التناسق بين طبقات العجين وتكون أحيانا على شكل الكرواسون، في الغالب يتم تحضيرها من قبل النساء في منزل الجالية اليهودية اليمنية.
تقطع العجين على شكل كرات، ثم توضع بين ورق الشمع بعد أن يتم دحرجتها ثم توضع في الفريزر، ثم تفرد على شكل مسطح وتقلى في كمية زيت قليلة وهي في الحالة المجمدة، في حالة قليها وهي طازجة سيؤدي ذلك إلى تسرب الدهون منها مما يجعلها غير مستقرة ويصعب طهيها. يحافظ تجميد العجين يحافظ على كمية الدهون الموجودة داخله. بمجرد ملامسة العجين للزيت الساخن تتكون طبقات قشرية مميزة تعطي مذاقًا للملاوح وتؤدي إلى ارتفاعه وكبر حجمه.
يقُلى الملاوح على شكل خبز مسطح كبير الحجم وأحيانا يُقلى على شكل قطع صغيرة وفي كلتا الحالتين يُقدم ساخنا مع بيض مسلوق ولكن هناك مجموعات أخرى تتناوله مع العسل والمربى واللبنية والشكشوكة والبابا غنوج والمطبوخة، طبق من الطماطم والفلفل الحلو.

## الشعبية في إسرائيل

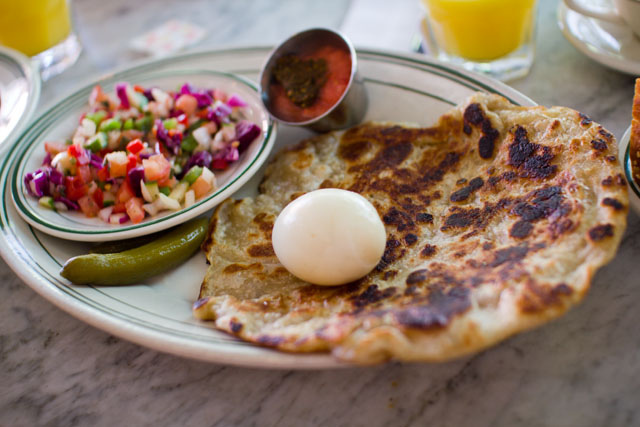
تعتبر وجبة ملاوح وجبة تقليدية تقدم في إسرائيل، تقدم بجانب سحاوق وريسك أجانيوت والبيض المسلوق والمخلل

تعتبر حلوى الملاوح طبق رئيسي عند يهود اليمن، خلال الهجرة الجماعية لليهود اليمنيين في منتصف القرن العشرين، ولجوئهم إلى إسرائيل جعل من الملاوح طبق رئيسي لديهم والطعام المفضل لهم، في السابق كان يصنع الملاوح على يد نساء من أفراد الجالية اليهودية اليمنية، لكن بسبب الشعبية الكبيرة للملاوح أصبح يصنع ويقدم في المطاعم في إسرائيل، وهناك بعض المطاعم أصبحت مخصصة للملاوح والأطعمة التي تقدم معه. أحيانا يستخدم لتغليف فطيرة تشبه خبز الطابون وتعرف باللفة ويقدم مع الشكشوكة والحمص والعديد من الأطباق الأخرى.
أصبح الملاوح المجمد متوافر بشكل دائم في المحال التجارية في جميع البلدان في إسرائيل ويصدر إلى الولايات المتحدة الأمريكية وكندا وفرنسا ودول أخرى ليباع في المحلات. يمكن استخدام الملاوح المجمد بدلا من العجين في عدة وصفات منها البوريكاس والسمبوسك.

## طالع أيضًا
- إفطار إسرائيلي
- مطبخ إسرائيلي
- ثقافة إسرائيل
- الشفوت
- فتوت